# 仮面病棟
『仮面病棟』（かめんびょうとう）は、知念実希人による日本のミステリ小説。2014年に文庫本が刊行された。病棟シリーズの第1作となる。療養型病院の当直バイトの医師が、ピエロのマスクを被ったコンビニ強盗犯が起こした病院立てこもり事件に巻き込まれる医療サスペンス。
2020年に映画版が公開された。

## 概要
2014年12月5日に、文庫書き下ろし小説として実業之日本社文庫から刊行された。文庫解説は法月綸太郎。2015年、啓文堂大賞（文庫部門）を受賞。
2019年12月13日、児童書（新書判）が実業之日本社ジュニア文庫から発売された。漢字にはルビがふられ、挿絵15枚が描き下ろされた。
2020年2月3日、単行本『仮面病棟 愛蔵版』が発売された。カバーには、イラストレーター・げみの描いたピエロの絵が箔押しされている。巻末特典で、デビュー作『誰がための刃 レゾンデートル』から2019年刊行『ムゲンのi』までの知念による自著全作品解説が収録されている。また、初版限定特典で全冊に知念が直筆サインを入れた。
知念の代表作・「天久鷹央」シリーズが一話一時間のテレビドラマをイメージして書いているのに対し、本作品はサスペンス2時間映画のイメージで書かれた。知念はインタビューで「とにかく勢いよく読める小説にしようと思った。一番苦労したのは病院の構造で、文庫にあるフロア図と事件とが矛盾しないように何度も練り直した」とした上で、「夜の療養型病院という場所は何かが起こりそうな雰囲気を醸し出している。その“何かが起こりそうな雰囲気”を物語の中で漂わせている」と語っている。

## あらすじ
療養型病院の田所病院にてアルバイトで当直勤務をしていた外科医の速水秀悟は、ある夜にピエロの仮面を被った男が自ら発砲して傷つけた川崎愛美を治療するように依頼される。男はそのまま病院内に籠城し、速水と愛美、多数の身元不明を含む入院患者64名と看護師2名、残業していた院長が人質となって監禁されることになった。ピエロから監禁されているうちに、入院患者の異変が起こり、速水は田所病院に隠された秘密、相場より高額の宿直バイト代の意味を知ることになる。その後も次々と病院内で異変が巻き起こり、1人の遺体が発見されたことをきっかけに、速水はせめて愛美だけは救けてあげたいと思い、愛美とともに病院を脱出しようと試みる。

## 登場人物
速水秀悟（はやみず しゅうご / はやみ しゅうご）
苗字の「速水」は、文庫本では「はやみず」、単行本・漫画版・映画版では「はやみ」と読む。
5年目の見習い外科医。禁煙しなければという自覚はあるが、喫煙することでストレスを軽減させている。総合病院勤務だが、週に1回、狛江市の田所病院で当直バイトを引き受けている。事件の日は、バイトを紹介した先輩医師・小堺の担当患者急変により急遽当直を代わることになった。
川崎愛美（かわさき まなみ）
19歳の女子大生。ピエロのマスクを被った男に発砲され、腹部を負傷し速水に縫合治療をされる。
ピエロ
回転式拳銃で愛美の腹部を負傷させたコンビニ強盗犯。ラバー製のグロテスクなピエロのマスクを被っている。
田所三郎（たどころ さぶろう）
田所病院の院長で唯一の常勤医。初老で頭部はきれいに秀げ上がっている。
東野良子（ひがしの りょうこ）
田所病院に勤務する看護師。中年で肉付きがいい。
佐々木香（ささき かおり）
田所病院に勤務する看護師。30歳前後の細身。
小堺司（こざかい つかさ）
速水と同じ総合病院勤務の先輩。泌尿器科医。同じ医大出身で学生時代からの付き合いもある速水に田所病院での当直バイトを紹介した。
新宿11
入院患者で身元不明なため発見場所と病院での通し番号を振られている。脳卒中の後遺症で片麻痺や認知低下がある。ベッドから落ちて唸っていたため速水がベッドに戻そうと抱きかかえると、最近手術したばかりの傷口が開いているのを発見。田所や看護師達に伝えるとこちらで処置すると言われた。作中ではほかの身元不明者として池袋8と川崎13が入院中。
宮田勝仁（みやた かつひと）
田所病院に勤務する理学療法士。33歳、独身。
角倉（かどくら）
警視庁捜査一課管理官。ピエロとの交渉を行う。
金本（かなもと）
速水を取り調べる刑事。

## 書誌情報
- 文庫本：2014年12月5日発売、実業之日本社文庫、ISBN 978-4-408-55199-9
- 児童書：2019年12月13日発売、実業之日本社ジュニア文庫、ISBN 978-4-408-53751-1
- 単行本『仮面病棟 愛蔵版』：2020年2月3日発売、実業之日本社、ISBN 978-4-408-53754-2

## 漫画
2019年12月9日から2020年8月17日まで、NICOMICHIHIROの作画で漫画版が「LINEマンガ」にて連載された。
- NICOMICHIHIRO（漫画）・知念実希人（原作）『仮面病棟』実業之日本社〈リュエルコミックス〉、全2巻
  1. 2020年2月14日発売[13]、ISBN 978-4-408-41556-7
  2. 2020年8月29日発売[14]、ISBN 978-4-408-41573-4

## オーディオブック

### audiobook.jp版
2020年3月にaudiobook.jpで配信開始。
- 速水修悟：松原大典
- ピエロ：竹内幸輔
- 川崎愛美：白城なお
- 田所三郎：浅科准平
- 東野良子：雪絵玲那
- 佐々木香：千衣子
- 金本：佐藤慧
- 角倉：大谷幸司
- 朗読：竹内栄治

### kikubon版
2020年11月にkikubonで配信開始。朗読は浅井晴美。

## 映画
2020年3月6日公開。監督は木村ひさし、主演は坂口健太郎。
木村との共同執筆という形で、原作者の知念が脚本に参加している。ヒロインの名前が「川崎愛美」から「川崎瞳」に変更されるなど、原作から一部変更されている。
当初3月7日に公開記念舞台挨拶を行う予定だったが、新型コロナウイルスの影響で中止となった。全国326スクリーンで公開され、3月7、8日の土日2日間で動員7万7000人、興収1億500万円になり映画観客動員ランキング（興行通信社調べ）で初登場第2位となった。
知念は自身の作品の初映画化に際して「私の作品で初めての映画化となり、大変嬉しく思っている。息つく間もないほどの緊張感に満ちた映画になることを期待している」と語っている。

### キャスト
- 速水秀悟：坂口健太郎
- 川崎瞳：永野芽郁[18]
- 佐々木香：内田理央
- 東野良子：江口のりこ
- 菜緒：朝倉あき
- 角倉：丸山智己
- 宮田勝仁：笠松将
- 病院スタッフ：永井大、佐野岳
- 小堺洋子：藤本泉
- 国平義央：小野武彦
- 金本：鈴木浩介
- 小堺司：大谷亮平
- 田所三郎：高嶋政伸

### スタッフ
- 原作：知念実希人『仮面病棟』（実業之日本社文庫）
- 監督：木村ひさし
- 脚本：知念実希人、木村ひさし
- 脚本協力：小山正太、江良至
- 音楽：やまだ豊
- 主題歌：UVERworld「AS ONE」（ソニー・ミュージックレーベルズ）
- 製作：高橋雅美、池田宏之、佐藤政治、岩野裕一、有馬一昭、森田圭、吉川英作、牧田英之、舛田淳、渡辺章仁、永田勝美、森川真行
- エグゼクティブプロデューサー：濱名一哉
- プロデューサー：森川真行、田口生己
- アソシエイトプロデューサー：清家優輝
- 撮影：葛西誉仁
- 照明：鈴木康介
- 録音：石貝洋
- 美術：高橋達也
- 装飾：鈴木伸弥
- スタイリスト：望月恵
- ヘアメイク：内城千栄子
- 編集：富永孝
- 選曲：稲川壮
- 音響効果：松井謙典
- VFXスーパーバイザー：朝倉怜
- スクリプター：井坂尚子
- 助監督：向井澄
- 制作担当：小野山哲史
- ラインプロデューサー：齋藤寛朗
- 制作プロダクション：ファインエンターテイメント
- 製作幹事・配給：ワーナー・ブラザース映画
- 製作：映画「仮面病棟」製作委員会（ワーナー・ブラザース映画、トライストーン・エンタテイメント、実業之日本社、イオンエンターテイメント、KDDI、日本出版販売、ニッポン放送、LINE、ローソンエンタテインメント、ひかりTV、ファインエンターテイメント）